# Kindle Fire
Unter den Namen Kindle Fire und Fire Tablet werden Produkt-Reihen von Tabletcomputern bezeichnet, die von Amazon hergestellt und vertrieben werden.

## Geschichte
Mit der vierten Version der Kindle-E-Book-Reader seit September 2011 in den USA stellte Amazon auch den Tablet-Computer Kindle Fire vor, der ab November 2011 in den USA ausgeliefert wurde.
Der Kindle Fire war deutlich günstiger als der Konkurrent iPad, verfügte aber auch nur über ein kleineres 7-Zoll-Display und war weder mit Kamera noch Mikrofon ausgestattet, was die Nutzung von manchen Diensten wie Videotelefonie unmöglich machte. Ein größeres Modell mit 8,9-Zoll-Bildschirm ist seit März 2013 in Deutschland erhältlich.
Mit dem Kindle Fire führte Amazon eine neue Web-Browser-Technologie ein: Amazon Silk. Dabei werden Funktionen des Browsers in die Amazon-Cloud-Technologie EC2 ausgelagert, um Geschwindigkeitssteigerungen zu realisieren. Amazon nennt das Prinzip Split Browsing. Alle Internet-Zugriffe des Browsers werden somit durch eine Amazon-eigene Plattform geführt. Der Kindle Fire nutzt eine abgewandelte Version von Googles Android als Betriebssystem, das von Amazon an die Anforderungen des Geräts angepasst wurde. Dadurch besteht kein Zugang zum Google Play Store, vielmehr wird der Amazon-eigene Amazon Appstore genutzt.
Im September 2014 wurde die Nomenklatur dahingehend geändert, dass die Tablet-Computer ohne den Kindle-Markennamen auskommen und nur noch Fire genannt werden.

## Betriebssystem
Das Betriebssystem der Geräte ist Fire OS, eine Adaption des Betriebssystems Android.

## Geräte

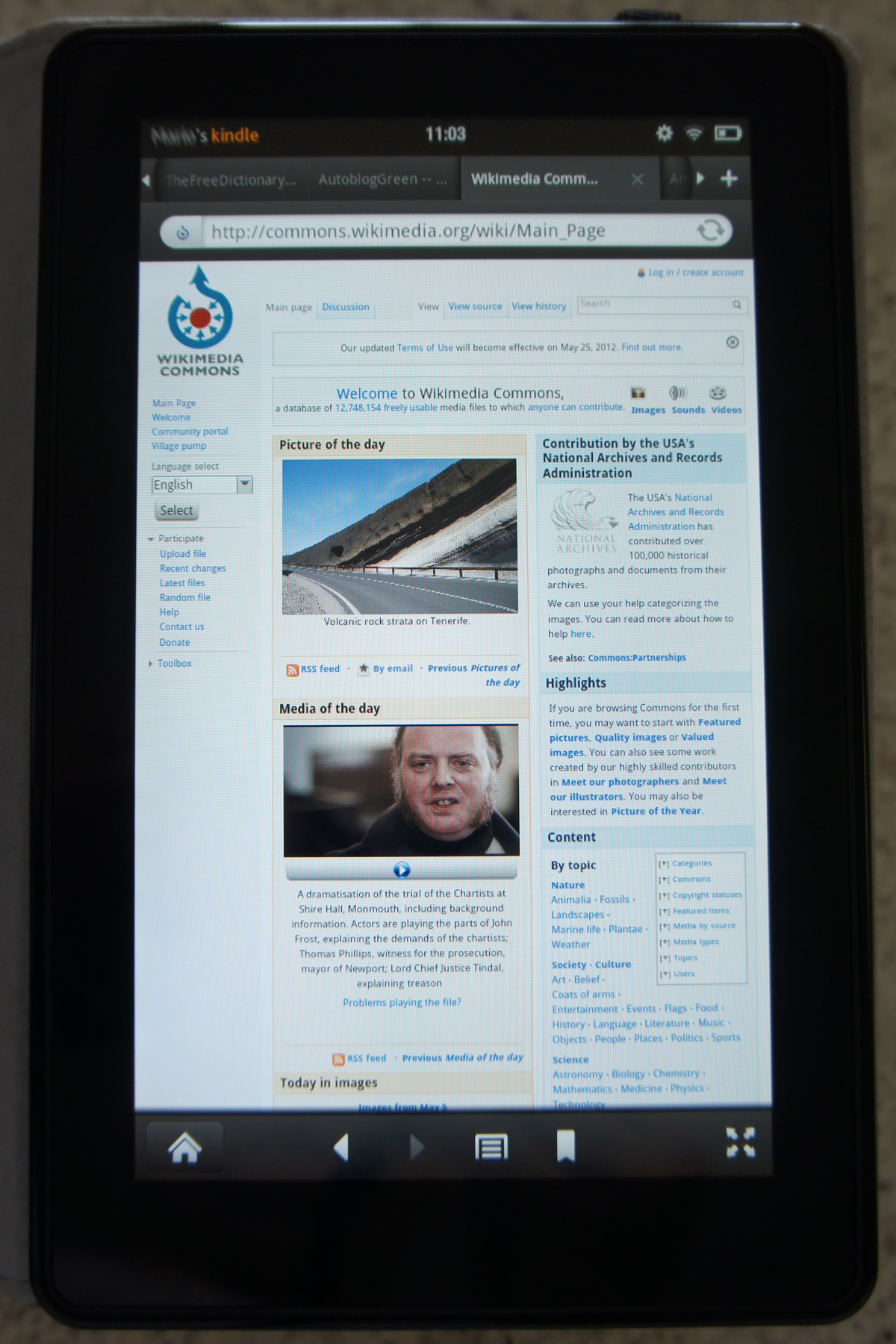
Amazon Kindle Fire

Aktuell (Stand Dezember 2021) listet amazon.de folgende Geräte in einer Vergleichstabelle:
| Modell          | Displaygröße        | Auflösung             | Speicherplatz              | RAM  | Prozessor                       | Akku-Laufzeit                  | Besonderheiten                             |
| --------------- | ------------------- | --------------------- | -------------------------- | ---- | ------------------------------- | ------------------------------ | ------------------------------------------ |
| Fire 7          | 17,7 cm (7 Zoll)    | 1024 × 600 (171 ppi)  | 16 oder 32 GB              | 1 GB | Quad-Core-Prozessor mit 1,3 GHz | Bis zu 7 Stunden Akkulaufzeit  |                                            |
| Fire HD 8       | 20,3 cm (8 Zoll)    | 1280 × 800 (189 ppi)  | (16 oder) 32 GB oder 64 GB | 2 GB | Quad-Core-Prozessor mit 2,0 GHz | Bis zu 12 Stunden Akkulaufzeit |                                            |
| Fire HD 8 plus  | 20,3 cm (8 Zoll)    | 1280 × 800 (189 ppi)  | (16 oder) 32 GB oder 64 GB | 3 GB | Quad-Core-Prozessor mit 2,0 GHz | Bis zu 12 Stunden Akkulaufzeit | kabellose Aufladung                        |
| Fire HD 10      | 25,6 cm (10,1 Zoll) | 1920 × 1200 (224 ppi) | 32 oder 64 GB              | 3 GB | Octa-Core-Prozessor mit 2,0 GHz | Bis zu 12 Stunden Akkulaufzeit |                                            |
| Fire HD 10 plus | 25,6 cm (10,1 Zoll) | 1920 × 1200 (224 ppi) | 32 oder 64 GB              | 4 GB | Octa-Core-Prozessor mit 2,0 GHz | Bis zu 12 Stunden Akkulaufzeit | kabellose Aufladung, Soft-Touch-Oberfläche |

## Rezeption
Die Web-Browser-Technologie Silk des Kindle Fire protokolliert auf Amazons Servern URLs, IP-Adresse und MAC-Adresse im Allgemeinen bis zu 30 Tage. Datenschützer sehen darin einen Eingriff in die Privatsphäre der Nutzer.